# Вознесенское городское поселение
Вознесе́нское городско́е поселе́ние — муниципальное образование в составе Подпорожского района Ленинградской области. Административный центр — посёлок городского типа Вознесенье.
Глава поселения — Ведюкова Елена Федоровна, глава администрации — Машичев Иван Иванович .

## Географические данные
Расположено в северо-восточной части Подпорожского района
- на севере граничит с республикой Карелия
- на востоке омывается Онежским озером.
- на юго-востоке — с Вологодской областью
- на юго-западе — с Винницким сельским поселением
- на западе — с Подпорожским городским поселением

По территории поселения проходят автодороги:
- А215 (Лодейное Поле — Брин-Наволок)
- 41К-147 (Петрозаводск — Ошта)
- 41К-150 (Бараны — Вознесенье)

Расстояние от административного центра поселения до районного центра — 90 км.

## История
Вознесенское городское поселение образовано 1 января 2006 года в соответствии с областным законом № 51-оз от 1 сентября 2004 года «Об установлении границ и наделении соответствующим статусом муниципального образования Подпорожский муниципальный район и муниципальных образований в его составе», в его состав вошёл пгт Вознесенье и населённые пункты, подчинённые поселковой администрации.

## Население
| 2006  | 2010  | 2011  | 2012  | 2013  | 2014  | 2015  |
| ----- | ----- | ----- | ----- | ----- | ----- | ----- |
| 3500  | ↘3029 | ↗3056 | ↗3057 | ↘3055 | ↘3034 | ↘2992 |
| 2016  | 2017  | 2018  | 2019  | 2020  | 2021  | 2023  |
| ↘2921 | ↘2841 | ↘2752 | ↘2723 | ↘2674 | ↗2708 | ↘2668 |
| 2024  | 2025  |       |       |       |       |       |
| ↘2613 | ↘2607 |       |       |       |       |       |

## Состав городского поселения
| №  | Населённый пункт | Тип населённого пункта                    | Население    |
| -- | ---------------- | ----------------------------------------- | ------------ |
| 1  | Богданово        | деревня                                   | ↗1 (2017)    |
| 2  | Вознесенье       | городской посёлок, административный центр | ↗2168 (2025) |
| 3  | Володарская      | деревня                                   | ↗3 (2017)    |
| 4  | Гимрека          | деревня                                   | ↗91 (2017)   |
| 5  | Кипрушино        | деревня                                   | ↗238 (2017)  |
| 6  | Конец            | деревня                                   | ↗2 (2017)    |
| 7  | Красный Бор      | деревня                                   | ↗265 (2017)  |
| 8  | Родионово        | деревня                                   | ↘43 (2017)   |
| 9  | Соболевщина      | деревня                                   | ↗46 (2017)   |
| 10 | Щелейки          | деревня                                   | ↘34 (2017)   |